# Adam Golec
Adam Golec (ur. 1970 w Mysłowicach) – polski fotograf.
Trzykrotny laureat Nagrody Grand Press Photo. Członek Stowarzyszenia Dziennikarzy Polskich oraz International Federation of Journalists. Od 1991 do 2012 współpracownik Gazety Wyborczej. Od 2012 roku freelancer.

## Życiorys
W latach 1989–1994 studiował na Wydziale Elektrotechniki, Automatyki, Informatyki i Elektroniki Akademii Górniczo-Hutniczej w Krakowie. W 1997 ukończył studia na Wydziale Fotografii Państwowej Wyższej Szkoły Filmowej, Telewizyjnej i Teatralnej im. Leona Schillera w Łodzi.
Współpracował z Agencją Gazeta oraz francuską agencją VU. Jego fotografie publikowane były m.in. w Gazecie Wyborczej, a także w czasopismach Gala, Viva, Elle, Przekrój i Tygodnik Powszechny.
Od 2012 roku pracuje jako freelancer. Zajmuje się fotografią kreacyjną, portretową i sesyjną. Współpracował z pisarzami, muzykami i artystami wizualnymi, współtworząc m.in. książki w sferze publikacji fotografii ilustracyjnej.

## Nagrody
- Konkurs Polskiej Fotografii Prasowej, l. miejsce w kategorii Sport (1997)
- Konkurs Polskiej Fotografii Prasowej, l. miejsce w kategorii Wydarzenia (1997)
- Konkurs Portret Miasta – Kraków – Grand Prix (1997)[2]
- BZ WBK PRESSFOTO, I nagroda w kategorii Społeczeństwo zdjęcia pojedyncze (2008)
- BZ WBK PRESSFOTO, III nagroda w kategorii Cywilizacja reportaż (2008)
- Konkurs Newsreportaż, III miejsce w kategorii Ludzie (2008)
- Grand Press Photo, I nagroda za fotoreportaż w kategorii Życie codzienne (2008)[3];
- Konkurs Newsreportaż, III miejsce w kategorii fotokast (2009)
- Grand Press Photo, II nagroda w kategorii Wydarzenia (2010)[4]
- Grand Press Photo, I nagroda w kategorii Ludzie – pojedyncze zdjęcie (2011)[5]
- Konkurs Fotografii Teatralnej, Nagroda Główna (2015)[6]